# Savonnières-devant-Bar
Savonnières-devant-Bar – miejscowość i gmina we Francji, w regionie Grand Est, w departamencie Moza.
Według danych na rok 1990 gminę zamieszkiwało 548 osób, a gęstość zaludnienia wynosiła 106 osób/km² (wśród 2335 gmin Lotaryngii Savonnières-devant-Bar plasuje się na 562. miejscu pod względem liczby ludności, natomiast pod względem powierzchni na miejscu 995.).